# Ichthyornis
Ichthyornis (có nghĩa là "chim cá", sau đốt sống giống cá của nó) là một loài ornithuran có răng miệng giống chim biển từ thời Kỷ Creta thuộc Bắc Mỹ. Các hóa thạch của nó vẫn còn được biết đến từ các phiến đá ở Alberta, Alabama, Kansas, New Mexico, Saskatchewan, và Texas trong các tầng lớp được đặt tại Đường biển Western Interior trong suốt thời Turonian qua tuổi Campanian, khoảng 95-83.5 triệu năm trước. Ichthyornis là một thành phần phổ biến của hệ động thực vật Sự hình thành Niobrara, và nhiều mẫu vật đã được tìm thấy.